# Iosco megye
Iosco megye az Amerikai Egyesült Államokban, azon belül Michigan államban található. Megyeszékhelye Tawas City, legnagyobb városa East Tawas. Lakosainak száma 25 237 fő (2020. április 1.). Iosco megye Alcona, Arenac, Ogemaw és Oscoda megyékkel határos.

## Népesség
A megye népességének változása:
| Lakosok száma | 25 809 | 25 519 | 25 379 | 25 429 | 25 345 | 25 237 |
|               | 2010   | 2011   | 2012   | 2013   | 2015   | 2020   |